# Rankin/Bass
La Rankin/Bass Productions Inc. (anche nota come Rankin/Bass Animated Entertainment, Videocraft International, Ltd. o semplicemente Rankin/Bass) è stata una casa di produzione statunitense specializzata nel campo dell'animazione. 

## Storia
Lo studio venne fondato nel 1960 da Arthur Rankin Jr. e Jules Bass inizialmente con il nome di Videocraft International, Ltd. 
Rankin/Bass è particolarmente celebre in patria per i suoi numerosi speciali TV natalizi, spesso realizzati con la tecnica della stop-motion, che lo studio usava chiamare "Animagic". Tra i più popolari: La storia di Lumetto (1964) e Frosty the Snowman (1969), replicati annualmente più volte dalle reti statunitensi durante il periodo delle feste. 
La compagnia ha anche prodotto lungometraggi d'animazione cinematografici come L'ultimo unicorno (1982) e serie televisive animate come King Kong (1966-69), Jackson Five (1971-72), Le favole più belle (1972-73), ThunderCats (1985-89) e SilverHawks (1986).
Quasi tutte le animazioni dei prodotti Rankin/Bass venivano realizzate da diversi studi d'animazione stranieri, prevalentemente giapponesi, quali: Mushi Production, Topcraft, MOM Production e occasionalmente Toei Animation.
La casa di produzione chiuse il 4 marzo 1987. Nel 1999 ci fu un breve tentativo di recupero con la produzione del lungometraggio Il re ed io, in collaborazione con Morgan Creek Productions e Nest Family Entertainment; ed infine nel 2001 con Santa, Baby!, a tutti gli effetti l'ultimo speciale natalizio targato Rankin/Bass, che chiuse definitivamente i battenti poco dopo la sua produzione.
In seguito allo scioglimento della compagnia, i diritti delle opere Rankin/Bass precedenti al 1974 sono detenuti da DreamWorks Classics, mentre quelli delle opere successive appartengono a Warner Bros. Entertainment.

## Serie di cartoni animati
- 1960: The New Adventures of Pinocchio
- 1961: Il fantastico mondo del mago di Oz (Tales of the Wizard of Oz)
- 1966-1969: King Kong (The King Kong Show)
- 1969: The Smokey Bear Show
- 1970: The Tomfoolery Show
- 1970: The Reluctant Dragon and Mr. Toad Show
- 1971: Jackson Five
- 1972: The Osmonds
- 1972: Kid Power
- 1972-1973: Le favole più belle (Festival of Family Classics)
- 1985-1987: ThunderCats
- 1986: SilverHawks
- 1987: The Comic Strip

## Speciali TV
- 1964: La storia di Lumetto (Rudolph the Red-Nosed Reindeer) (prodotto come Videocraft International)
- 1964: Return to Oz
- 1965: The Edgar Bergen & Charlie McCarthy Show
- 1966: The Ballad of Smokey the Bear
- 1967: The Cricket on the Hearth
- 1968: The Mouse on the Mayflower
- 1968: The Little Drummer Boy
- 1969: Fiocco Frosty il pupazzo di neve  (Frosty the Snowman)
- 1970: The Mad, Mad, Mad Comedians
- 1970: Santa Claus Is Comin' To Town
- 1971: Here Comes Peter Cottontail
- 1972: The Enchanted World of Danny Kaye: The Emperor's New Clothes
- 1972: Mad Mad Mad Monsters
- 1972: Willie Mays and the Say-Hey Kid
- 1972: 20,000 Leagues Under the Sea
- 1972: Red Baron
- 1974: That Girl in Wonderland
- 1974: Twas the Night Before Christmas
- 1974: The Year Without a Santa Claus
- 1975: The First Christmas: The Story of the First Christmas Snow
- 1976: The First Easter Rabbit
- 1976: Frosty's Winter Wonderland
- 1976: Rudolph's Shiny New Year
- 1976: The Little Drummer Boy, Book II
- 1977: The Easter Bunny is Comin' To Town
- 1977: Nestor, The Long-Eared Christmas Donkey
- 1978: The Stingiest Man in Town
- 1979: Il Natale di Rudolph e Frosty
- 1979: Jack Frost
- 1980: Il Natale di Pinocchio
- 1981: The Leprechaun's Christmas Gold
- 1983: The Coneheads
- 1985: The Life and Adventures of Santa Claus
- 2001: Santa, Baby!

## Lungometraggi cinematografici e televisivi
- 1965: Willy McBean and his Magic Machine
- 1966: The Daydreamer
- 1967: The Wacky World of Mother Goose
- 1967: Mad Monster Party?
- 1968: King Kong Escapes
- 1973: Marco Polo
- 1977: The Last Dinosaur
- 1977: The Bermuda Depths
- 1977: The Hobbit
- 1979: Rudolph and Frosty's Christmas in July
- 1979: Bushido - La spada del sole (The Bushido Blade)
- 1980: The Return of the King
- 1980: The Ivory Ape
- 1982: L'ultimo unicorno (The Last Unicorn)
- 1982: Il volo dei draghi (The Flight of Dragons)
- 1983: The Sins of Dorian Gray
- 1987: The Wind in the Willows
- 1999: Il re ed io (The King and I) (coproduzione con Morgan Creek Productions e Nest Family Entertainment)